# Powiat strzelneński
Powiat strzelneński (lub powiat strzeliński) – powiat istniejący w latach 1920–1932 na terenie obecnego województwa kujawsko-pomorskiego. Należał do województwa poznańskiego II Rzeczypospolitej. Jego ośrodkiem administracyjnym było Strzelno.

## Historia
Powiat powstał na terenie należącym do niemieckiego powiatu Strelno, Prowincji Poznańskiej Królestwa Prus. Po I wojnie światowej w skład powiatu wchodziły miasta Strzelno i Kruszwica. 1 kwietnia 1932 powiat został zniesiony, a jego obszar włączony do powiatu mogileńskiego. Pod względem administracji poborowej powiat był podporządkowany Powiatowej Komendzie Uzupełnień Inowrocław.

## Starostowie
- Czesław Tollik (1920-1921)[2]
- Karol Baliński (1921-1927)
- Tadeusz Woźniak (1927)[3]
- Włodzimierz Baranowski (1927-1932)[4]